# Open Desktop Workstation

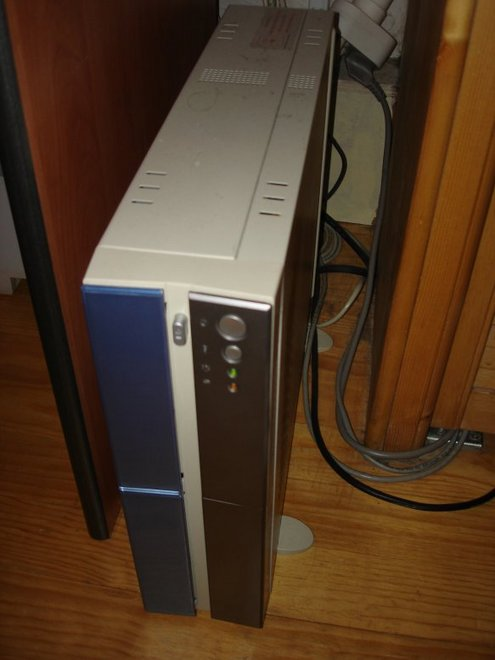
Genesi Open Desktop Workstation, con placa madre Pegasos II.

La Open Desktop Workstation, también llamada ODW es una computadora basada en PowerPC, de la compañía Genesi, con sede en Austin, Texas. La ODW tiene una tarjeta de CPU intercambiable que le permite escoger en un amplio rango de procesadores basados en Arquitectura Power de IBM y Freescale.
Se trata de una versión normalizada del Pegasos II. Es el primer ordenador PowerPC basado en open source y aporta a PowerPC un entorno de desarrollo host/target. Genesi ha liberado las especificaciones al completo (diseño y lista de componentes) sin cargo alguno. El Genesi Home Media Center, derivado del ODW, ganó el premio Best in Show (mejor del certamen) en el Freescale Technology Forum de 2005, con certificaciones de ATI e IBM "Ready for IBM Technology".
Soporta una gran variedad de sistemas operativos como MorphOS, Linux, QNX yd OpenSolaris. El ODW fue descatalogado en favor de la nueva plataforma EFIKA.

## Especificaciones
- CPU Freescale MPC7447 a 1.0 GHz
- RAM 512 MB de DDR SDRAM (dos ranuras, hasta 2 GB)
- Disco duro IDE de 80 GB (ATA 100)
- Regrabadora DVD±RW de doble capa
- Soporte de unidad de disquete
- 3 ranuras PCI
- Tarjeta gráfica AGP ATI Radeon 9250 (conectores DVI, VGA y S-Video)
- 4 USB
- Soporte de teclado y mouse PS/2
- 3 puertos FireWire 400 (dos externos, uno interno)
- 2 puertos Ethernet, uno Fast Ethernet y otro Gigabit Ethernet
- Sistema de sonido AC97 - entrada/salida analógica y salida digital (S/PDIF)
- Puerto de juegos/MIDI DA-15 como el de los compatibles IBM PC
- Puerto paralelo de Impresora DB-25 IEEE 1284 (EPP/ECP)
- Un puerto serie RS-232 en formato DE-9
- Interfaz IrDA
- Placa madre en formato MicroATX (236×172 mm)
- Carcasa de perfil muy bajo (92×310×400 mm)